# Mea culpa
Mea culpa (em português, mea-culpa) é uma frase latina, no caso ablativo, e, em português, pode ser traduzida como "minha culpa". O caso ablativo, no latim, dá a ideia de causa, sem a necessidade da preposição. De forma a enfatizar a mensagem, o adjetivo maxima pode ser inserido, resultando em mea maxima culpa, que poderia ser traduzido como "minha mais [grave] falha" ou "minha mais [grave] culpa". Consiste num pedido de perdão ou num reconhecimento da própria culpa.

## Origem
A origem da expressão vem da prece tradicional da missa da Igreja Católica conhecida como Confiteor (latim para "eu confesso"), na qual o fiel reconhece seus erros perante Deus.
O texto tradicional em latim é:
| Confiteor Deo omnipotenti, beatae Mariae semper Virgini, beato Michaeli Archangelo, beato Joanni Baptistae, sanctis Apostolis Petro et Paulo, omnibus Sanctis, et tibi pater: quia peccavi nimis cogitatione verbo, et opere: mea culpa, mea culpa, mea maxima culpa. Ideo precor beatam Mariam semper Virginem, beatum Michaelem Archangelum, beatum Ioannem Baptistam, sanctos Apostolos Petrum et Paulum, omnes Sanctos, et te Pater, orare pro me ad Dominum Deum Nostrum. | Confesso a Deus onipotente ,à bem-aventurada sempre Virgem Maria, ao bem-aventurado são Miguel Arcanjo, ao bem-aventurado são João Batista, aos santos apóstolos Pedro e Paulo, a todos os Santos e a vós, Padre, porque pequei muitas vezes, por pensamentos, palavras e obras, (bate-se por três vezes no peito) por minha culpa, minha culpa, minha máxima culpa. Portanto, rogo à bem-aventurada Virgem Maria, ao bem-aventurado são Miguel Arcanjo, ao bem-aventurado são João Batista, aos santos apóstolos Pedro e Paulo, a todos os Santos e ,a ti Padre, que rogueis por mim a Deus Nosso Senhor. |

A tradução tradicional da frase, que aparecia na maioria das missas antes da década de 1970 (ver Concílio Vaticano II), era "por minha culpa, minha culpa, minha máxima culpa". Esta forma aparece ainda hoje nas Missas Extraordinárias, chamadas de Missa Latina Tradicional.

## Significado Popular
Popularmente, a expressão mea culpa adquiriu um significado específico, no qual, ao fazer um mea culpa, alguém admite ter cometido um erro ou ser responsável por algum fato trágico. Por exemplo, Lewis Hamilton (piloto de Fórmula 1) admite mea culpa em relação às polêmicas.
Em alguns países, versões da frase são usadas com mesmo significado. Em esloveno, a expressão moja kolpa é usada, com som bem parecido, com significado de "meu problema".